# Козятинська міська територіальна громада
Козятинська міська громада — територіальна громада в Україні, у Хмільницькому районі Вінницької області. Адміністративний центр — місто Козятин.
12 червня 2020 року Козятинська міська громада утворена у складі Козятинської міської ради обласного значення та Козятинської, Кордишівської, Махаринецької, Пиковецької, Сестринівської, Сокілецької, Флоріанівської сільських рад Козятинського району.
17 липня 2020 року, в результаті адміністративно-територіальної реформи та ліквідації Козятинського району, громада увійшла до складу Хмільницького району.

## Населенні пункти
До складу громади входять 16 населених пунктів: місто Козятин, селище Залізничне та 14 сіл: Іванківці, Козятин, Кордишівка, Королівка, Махаринці, Пиковець, Прушинка, Пустоха, Рубанка, Сестринівка, Сигнал, Сокілець, Титусівка, Флоріанівка.